# Número de Lucas

Los números de Lucas  son una sucesión de enteros, llamados así en honor al matemático François Édouard Anatole Lucas (1842-1891), quien estudió tanto esta sucesión como la estrechamente relacionada de los números de Fibonacci. No deben ser confundidos con las sucesiones de Lucas, que es una clase general de sucesiones a la que pertenecen los números de Lucas.

## Definición
De manera similar a los números de Fibonacci, cada número de Lucas se define como la suma de sus dos inmediatos anteriores, formando así una secuencia de enteros de Fibonacci. Los dos primeros números de Lucas son L0 = 2 y L1 = 1 en contraposición a los dos primeros números de Fibonacci que son F0 = 0 y F1 = 1. Aunque estrechamente relacionados en su definición, los números de Lucas y de Fibonacci presentan propiedades distintas.
Los números de Lucas pueden así ser definidos como sigue:
{\displaystyle L_{n}:={\begin{cases}2&{\text{si }}n=0;\\1&{\text{si }}n=1;\\L_{n-1}+L_{n-2}&{\text{si }}n>1.\\\end{cases}}}
La secuencia de números de Lucas es:
{\displaystyle 2,\;1,\;3,\;4,\;7,\;11,\;18,\;29,\;47,\;76,\;123,\;\ldots \;}(sucesión A000032 en OEIS).
Todas las secuencias de números enteros de Fibonacci aparecen en forma desplazada como una fila de la matriz de Wythoff; la secuencia de Fibonacci en sí es la primera fila y la secuencia de Lucas es la segunda fila. También, al igual que todas las secuencias de números enteros de Fibonacci, la relación entre dos números de Lucas consecutivos converge a la proporción áurea.

## Extensión para enteros negativos
Usando Ln−2 = Ln − Ln−1, se puede extender la sucesión de números de Lucas para obtener una secuencia doblemente infinita.
..., −11, 7, −4, 3, −1, 2, 1, 3, 4, 7, 11, ...  (se muestran los términos {\displaystyle L_{n}} para {\displaystyle -5\leq {}n\leq 5}).
La fórmula para los términos con los índices negativos en esta secuencia es:
{\displaystyle L_{-n}=(-1)^{n}L_{n}.\!}

## Relación con los números de Fibonacci
Los números de Lucas están relacionados con los de Fibonacci por las siguientes identidades:
- {\displaystyle \,L_{n}=F_{n-1}+F_{n+1}=F_{n}+2F_{n-1}=F_{n+2}-F_{n-2}}
- {\displaystyle \,L_{m+n}=L_{m+1}F_{n}+L_{m}F_{n-1}}
- {\displaystyle \,L_{n}^{2}=5F_{n}^{2}+4(-1)^{n}}, y a medida que {\displaystyle n\,} tiende a +∞, el cociente {\displaystyle {\frac {L_{n}}{F_{n}}}} tiende a {\displaystyle {\sqrt {5}}.}
- {\displaystyle \,F_{2n}=L_{n}F_{n}}
- {\displaystyle \,F_{n+k}+(-1)^{k}F_{n-k}=L_{k}F_{n}}
- {\displaystyle \,F_{n+k}-(-1)^{k}F_{n-k}=L_{n}F_{k}}
- {\displaystyle \,F_{n}={L_{n-1}+L_{n+1} \over 5}={L_{n-3}+L_{n+3} \over 10}}

Su fórmula cerrada está dada por:
{\displaystyle L_{n}=\varphi ^{n}+(1-\varphi )^{n}=\varphi ^{n}+(-\varphi )^{-n}=\left({1+{\sqrt {5}} \over 2}\right)^{n}+\left({1-{\sqrt {5}} \over 2}\right)^{n}\,,}
donde {\displaystyle \varphi } es la proporción áurea. Alternativamente, como para {\displaystyle n>1} la magnitud del término {\displaystyle (-\varphi )^{-n}} es menor que 1/2, siendo {\displaystyle L_{n}} el número entero más cercano a {\displaystyle \varphi ^{n}} o, equivalentemente, la parte entera de {\displaystyle \varphi ^{n}+1/2}, también escrito como {\displaystyle \lfloor \varphi ^{n}+1/2\rfloor }.
Como la fórmula de Binet indica que
{\displaystyle F_{n}={\frac {\varphi ^{n}-(1-\varphi )^{n}}{\sqrt {5}}}\,,}
entonces se obtiene
{\displaystyle \varphi ^{n}={{L_{n}+F_{n}{\sqrt {5}}} \over 2}\,.}

## Relaciones de congruencia
Si Fn ≥ 5 es un número de Fibonacci, entonces ningún número de Lucas es divisible para Fn.
Ln es congruente para 1 mod n si n es primo, sin embargo, algunos valores compuestos de  n también guardan esta propiedad.

## Primos de Lucas
Como su nombre indica, un primo de Lucas es un número de Lucas que además es primo. Los primeros primos de Lucas son:
2, 3, 7, 11, 29, 47, 199, 521, 2207, 3571, 9349, ... (sucesión A005479 en OEIS).

## Polinomios de Lucas
Al igual que los polinomios de Fibonacci se derivan de los números de Fibonacci, los polinomios de Lucas Ln(x) son una sucesión de  polinomios derivada de los números de Lucas.

## Propiedades
- Al elevar el número áureo Φ2, Φ3, Φ4 se obtiene que el resultado genera (al aproximar sus valores enteros) los números de la secuencia de Lucas.
- La proporción entre un número de Lucas y su sucesor inmediato se aproxima al número áureo. Es decir

{\displaystyle \lim _{n\to \infty }{\frac {l_{n+1}}{l_{n}}}=\varphi }
- La fórmula explícita para la sucesión de Lucas es

{\displaystyle l_{n}=\varphi ^{n}+(-\varphi )^{-n}}
- La suma de los primeros {\displaystyle n} números de Lucas es el número que se encuentra en la posición {\displaystyle n+2} menos uno. Es decir

{\displaystyle l_{0}+l_{1}+l_{2}+\cdots +l_{n}=l_{n+2}-1}
- Cualquier fórmula que contenga un número de Lucas puede expresarse en términos de números de Fibonacci mediante la igualdad

{\displaystyle l_{n}=f_{n-1}+f_{n+1}~}
- Cualquier fórmula que contenga un número de Fibonacci puede expresarse en términos de números de Lucas mediante la igualdad

{\displaystyle f_{n}={\frac {l_{n-1}+l_{n+1}}{5}}}